# Francisca
Francisca (segle xiv - València, segle xiv) va ser una dona emprenedora que va constituir una societat artesanal per a teixir i comercialitzar llençols.

## Biografia
Des de la segona meitat del segle xiv, algunes dones van ser a ciutats com València i Barcelona coprotagonistes de les activitats artesanals i comercials que prosperaven en el seu entorn. Durant el període baix medieval les gents que practicaven l'artesania desenvoluparen els gremis en nuclis urbans i dugueren a terme importants tasques productives.
També les xiquetes, les jòvens i les dones van participar en les faenes i gestions dels tallers artesanals, sobretot en els tèxtils. En alguns casos, les jòvens començaven treballant com a aprenentes i el sou els el pagava al final d'un període d'almenys deu anys. El salari s'acumulava en forma de dot o diners que el patró lliurava, a vegades amb conflicte, al moment del casament. Després d'aquests anys i ja adultes, passaven a ser treballadores no retribuïdes en el taller del marit i a ocupar-se dels fills i de les tasques domèstiques.
Hi ha constància, però, d'altres casos que afavoriren que les dones actuaren lliurement en l'àmbit econòmic, inclús en posicions de domini en l'àmbit artesanal i també en el mercantil. És el cas de viudes hereves d'un taller que podien casar-se amb un aprenent i passaven a dirigir l'empresa artesanal o de filles de mestres artesans que després de casar-se també amb jòvens aprenents solien conservar en el negoci una certa autoritat i una posició de superioritat davant del marit.
A més a més, altres testimonis notarials i registres de la justícia fan possible descobrir experiències vitals com la de Francisca, esposa de Mateu Joan que el 1368, a València, va constituir una societat artesanal, per un any, amb Maria, viuda de Mateu Carreras. Cada una d'elles participava amb una modesta suma de quinze [libras] com a capital per a formar la societat. Francisca aportava els seus coneixements de l'ofici de teixidora de llençols i també quedava facultada per a vendre i comprar amb qualsevol persona tota mena de mercaderies.
En la societat artesanal lliure que van formar, una actuava com a sòcia capitalista i l'altra com a sòcia treballadora i comercial. Els beneficis del negoci se'ls repartien a parts iguals i ambdós actuaven lliurement en l'exercici d'activitats urbanes i eren responsables d'un contracte. Aquests fets posen en relleu que en les activitats artesanals i en el comerç interior de les ciutats van tenir lloc actuacions de dones que manifesten la seua independència i eficàcia a l'hora de treballar i també a l'hora d'impulsar i regir petits negocis.
Francisca estava casada amb Mateu Joan, mariner de professió.